# Кудрявка (Нижегородская область)
 Кудрявка  — опустевшая деревня в Шарангском районе Нижегородской области в составе  Кушнурского сельсовета .

## География
Расположена на расстоянии примерно 19 км на юг-юго-восток от районного центра посёлка Шаранга.

## История
Известна была с 1891 года как починок Кудрявцевский, в 1905 дворов 21 и жителей 124, в 1926 (деревня Кудрявка) 26 и 138, в 1950 27 и 96.

## Население
Постоянное население не было учтено как в 2002 году, так и в 2010.